# マイナポイント事業
マイナポイント事業（マイナポイントじぎょう）は、マイナンバーカード（個人番号カード）や電子決済の普及を目的に総務省が実施する消費活性化政策、ポイントプログラムである。

## 概要

### 第1弾
2019年9月3日、日本国政府は、マイナポイント付与による個人番号カードの普及や翌月からの消費税率引き上げに伴う消費活性化策を検討する方針を公表した。事業費として、2019年度補正予算に21億円、2020年度予算に2478億円が計上された。うち約2000億円が還元ポイントの原資、約500億円が経費である。本事業は、総務省から一般社団法人環境共創イニシアチブに350億円で委託され、さらに電通などいくつかの会社に再委託・再々委託・再々々委託される。
個人番号カードを取得した消費者は、選択した電子決済サービスのうち一つからマイナポイント還元を受けることができる。入金（チャージ）または購入総額の25%、最大5000円分が還元される。キャッシュレス・消費者還元事業が終了する2020年6月30日の翌日7月1日から利用予約・申込受付が開始される。
「誤って他人の決済サービスIDを登録しても、当該登録を正として扱う」とされており、利用者から「問い合わせ」があった場合のみマイナポイントの「利用停止」の処置を行うが、「利用停止」は月平均1,000件程度発生している。また、決済サービスのカードの盗難などが発生した場合でも、マイナポイント事業で使う決済サービスのID番号を変更することはできず、盗難されたカードのID番号を使い続ける必要がある。

### 第2弾
2021年10月31日実施の第49回衆議院議員総選挙において公明党は、マイナンバーカード普及促進策として「1人一律30,000円相当のポイント給付」を政権公約に掲げた。
総選挙後、与党は経済対策を組み上げることとなり、11月8日に公明党は改めて1人30,000ポイントの給付を盛り込んだ政策提言を竹内譲政調会長から松野博一官房長官へ手渡した。その後、11月9日の自公幹事長会談で、マイナポイントは一律給付ではなく新たな事業と絡めて実施することとし、11月10日の自公党首会談において、給付するマイナポイントは第1弾と合わせて段階的に最大20,000ポイントとすることで合意した。政府は本件を含めた経済対策を『コロナ克服・新時代開拓のための経済対策』としてまとめ上げ、11月19日に閣議決定し、12月20日、第207回国会において、左記の経済対策を実施するための補正予算が可決、成立した。補正予算のうち、マイナポイント第2弾に関する費用は1兆8134億円。
2022年1月1日、上記予算に基づくマイナポイント事業第2弾が始まった。
1. マイナポイント事業の第1弾に申し込んでいない場合、マイナンバーカードを取得することで最大5000円相当のポイント還元（第1弾から継続。第2弾としては2022年1月1日開始）。
2. マイナンバーカードの健康保険証としての利用（マイナ保険証）申込みを行った場合：7500円相当のポイント還元（2022年6月30日ポイント申込受付開始[19]。健康保険証としての利用申込み自体は2020年8月7日より開始されている[20][21]）。
3. 公金受取口座の登録を行った場合：7500円相当のポイント還元（2022年6月30日ポイント申込受付開始[19]。公金受取口座の登録自体は2022年3月28日より開始されている[22]）。

マイナポイント第2弾事業の期限は、数度の延長を行なっている。
- 開始当初は「カード申請期限：2022年9月末まで。ポイント申込期限：2023年2月末まで」であった[18]
- 2022年9月20日、「カード申請期限：2022年12月末まで。ポイント申込期限：2023年2月末まで」に改定[23][24]
- 2022年12月20日、「カード申請期限：2023年2月末まで。ポイント申込期限は後日決定」に改定[25][26]。
- 2023年2月17日、「カード申請期限：2023年2月末まで。ポイント申込期限：2023年5月末まで」に改定[27][28]。
- 2023年2月28日、最終日にカード申請サイトが混雑したため、緊急避難措置としてオンライン申請は3月1日付けの申請も有効とした。同時に、自治体窓口で2月28日に申請し当日中に処理が間に合わなかった分も有効とした[29]。
- 2023年3月31日、「ポイント申込期限：2023年9月末まで」に改定[30][31]。